# Weltmeisterschaften im Trampolinturnen 1988
Die 15. Turn-Weltmeisterschaften im Trampolinturnen fanden 1988 in Birmingham, Vereinigte Staaten statt.

## Ergebnisse

### Männer Einzel
| Rang | Land        | Turner               |
| ---- | ----------- | -------------------- |
|      | Sowjetunion | Wadim Krasnotschapka |
|      | Sowjetunion | Dsmitryj Poljarusch  |
|      | Sowjetunion | Igor Bogatschew      |

### Männer Team
| Rang | Land        | Turner                                                                    |
| ---- | ----------- | ------------------------------------------------------------------------- |
|      | Sowjetunion | Igor Bogatschew Dsmitryj Poljarusch Sergej Nestrelai Wadim Krasnotschapka |
|      | Deutschland | Michael Kuhn Ralf Pelle Frank Staude Amadeus Regenbrecht                  |
|      | Polen       | Zdzislaw Pelka Waldemar Okoniesky Eligiusz Skoszylas                      |

### Synchron Männer
| Rang | Land        | Turner                               |
| ---- | ----------- | ------------------------------------ |
|      | Sowjetunion | Wadim Krasnotschapka Igor Bogatschew |
|      | Sowjetunion | Igor Gelimbatowski Sergei Nestrelai  |
|      | Frankreich  | Hubert Barthod Lionel Pioline        |

### Doppel Mini-Trampolin Männer
| Rang | Land               | Turner         |
| ---- | ------------------ | -------------- |
|      | Australien         | Adrian Wareham |
|      | Vereinigte Staaten | Terry Butler   |
|      | Australien         | Brett Austine  |

### Doppel Mini-Trampolin Team Männer
| Rang | Land               | Turner                                                 |
| ---- | ------------------ | ------------------------------------------------------ |
|      | Vereinigte Staaten | Tim Bilicic Karl Heger Terry Butler Jon Beck           |
|      | Australien         | Brett Austine Adrian Wareham Darren Gillis Tony Moxham |
|      | Portugal           | Jorge Moreira Luis Nunes Jorge Pereira Joao Ferreira   |

### Tumbling Männer
| Rang | Land       | Turner           |
| ---- | ---------- | ---------------- |
|      | Frankreich | Pascal Eouzan    |
|      | Frankreich | Didier Semmola   |
|      | Polen      | Krzysztof Wilusz |

### Tumbling Team Männer
| Rang | Land               | Turner |
| ---- | ------------------ | ------ |
|      | Frankreich         |        |
|      | Polen              |        |
|      | Vereinigte Staaten |        |

### Damen Einzel
| Rank | Land                   | Turnerin           |
| ---- | ---------------------- | ------------------ |
|      | Sowjetunion            | Rusudan Tschoperia |
|      | Vereinigtes Königreich | Andrea Holmes      |
|      | Sowjetunion            | Elena Merkulowa    |

### Damen Team
| Rank | Land                   | Turnerin                                                                |
| ---- | ---------------------- | ----------------------------------------------------------------------- |
|      | Sowjetunion            | Tatiana Luschina Rusudan Tschoperia Lelena Kolomejets IJelema Merkulowa |
|      | Vereinigtes Königreich | Andrea Holmes Sachelle Halford Sue Challis Krystyan McDonald            |
|      | Deutschland            | Hiltrud Roewe Sandra Siwinna Ute Oder Gabi Bahr                         |

### Synchron Damen
| Rang | Land                   | Turner                              |
| ---- | ---------------------- | ----------------------------------- |
|      | Sowjetunion            | Elena Kolomejets Rusudan Tschoperia |
|      | Vereinigtes Königreich | Andrea Holmes Sachelle Halford      |
|      | Sowjetunion            | Elena Merkulowa Tatiana Luschina    |

### Doppel Mini-Trampolin Damen
| Rang | Land        | Turner             |
| ---- | ----------- | ------------------ |
|      | Australien  | Liz Jensen         |
|      | Australien  | Lisa Newman-Morris |
|      | Deutschland | Gabi Bahr          |

### Doppel Mini-Trampolin Team Damen
| Rang | Land               | Turner                                                   |
| ---- | ------------------ | -------------------------------------------------------- |
|      | Australien         | Elizabeth Jensen Lisa Newman-Morris Natalia Abreu        |
|      | Neuseeland         | Alana Boulton Kylie Walker Kristen Glover Tracy Bothgate |
|      | Vereinigte Staaten | Sami Dow Michelle Mara Tiffany Johnson Michelle Church   |

### Tumbling Damen
| Rang | Land               | Turner               |
| ---- | ------------------ | -------------------- |
|      | Vereinigte Staaten | Megan Cunningham     |
|      | Vereinigte Staaten | Toni Ovelletto       |
|      | Polen              | Malgorzata Poplawska |

### Tumbling Team Damen
| Rang | Land               | Turner |
| ---- | ------------------ | ------ |
|      | Vereinigte Staaten |        |
|      | Frankreich         |        |
|      | Belgien            |        |

### Medaillenspiegel
| Rang | Nation                 | Gold | Silber | Bronze | Gesamt |
| ---- | ---------------------- | ---- | ------ | ------ | ------ |
| 1    | Sowjetunion            | 6    | 2      | 3      | 11     |
| 2    | Vereinigte Staaten     | 3    | 2      | 2      | 7      |
| 3    | Australien             | 3    | 2      | 1      | 6      |
| 4    | Frankreich             | 2    | 2      | 1      | 3      |
| 5    | Vereinigtes Königreich | -    | 3      | -      | 3      |
| 6    | Polen                  | -    | 1      | 3      | 4      |
| 7    | Deutschland            | -    | 1      | 2      | 3      |
| 8    | Neuseeland             | -    | 1      | -      | 1      |
| 9    | Portugal               | -    | -      | 1      | 1      |
| 9    | Belgien                | -    | -      | 1      | 1      |